# Microporus quarrei
Microporus quarrei är en svampart som först beskrevs av Beeli, och fick sitt nu gällande namn av D.A. Reid 1975. Microporus quarrei ingår i släktet Microporus och familjen Polyporaceae.   Inga underarter finns listade i Catalogue of Life.